# Jalea (sous-marin, 1932)
Pour les articles homonymes, voir Jalea (sous-marin).
Le Jalea est un sous-marin de la classe Argonauta (sous-classe de la Serie 600, en service dans la Regia Marina lancé au début des années 1930 et ayant servi pendant la Seconde Guerre mondiale.
Il a joué un rôle mineur dans la guerre civile espagnole de 1936-1939 en soutenant les nationalistes espagnols.

## Caractéristiques
La classe Argonauta est dérivée des anciens sous-marins de la classe Squalo, qui ont déplacé 660 tonnes en surface et 813 tonnes en immersion. Les sous-marins mesuraient 61,5 mètres de long, avaient une largeur de 5,7 mètres et un tirant d'eau de 4,7 mètres. Ils avaient une profondeur de plongée opérationnelle de 80 mètres. Leur équipage comptait 44 officiers et hommes d'équipage.
Pour la navigation de surface, les sous-marins étaient propulsés par deux moteurs diesel Tosi de 615 chevaux (452 kW), chacun entraînant un arbre d'hélice. En immersion, chaque hélice était entraînée par un moteur électrique Marelli de 400 chevaux-vapeur (298 kW). Ils pouvaient atteindre 14 noeuds (26 km/h) en surface et 8 noeuds (15 km/h) sous l'eau. En surface, la classe Argonauta avait une autonomie de 3 180 milles nautiques (5 889 km) à 10,5 noeuds (19,4 km/h). En immersion, elle avait une autonomie de 110 milles nautiques (203 km) à 3 noeuds (5,6 km/h).
Les sous-marins étaient armés de six tubes lance-torpilles de 53,3 centimètres (21 pouces), quatre à l'avant et deux à l'arrière, pour lesquels ils transportaient un total de 12 torpilles. Ils étaient également armés d'un seul canon de pont 102/35 Model 1914 à l'avant de la tour de contrôle (kiosque) pour le combat en surface. Leur armement anti-aérien consistait en deux mitrailleuses Breda Model 1931 de 13,2 mm.

## Construction et mise en service
Le Jalea est construit par Odero-Terni-Orlando  (OTO) sur le chantier naval Cantiere navale del Muggiano de La Spezia en Italie, et mis sur cale le 20 janvier 1930. Il est lancé le 15 juin 1932 et est achevé et mis en service le 16 mars 1933. Il est commissionné le même jour dans la Regia Marina.

## Historique
En décembre 1936, le Jalea est envoyé pour participer clandestinement à la guerre civile d'Espagne, mais il joue un rôle mineur.
Le 26 décembre, sous le commandement du capitaine de corvette Silvio Garino, il attaque le navire à moteur espagnol Villa de Madrid avec deux torpilles. Le navire a été manqué et l'une des torpilles a fini sur la plage voisine de El Prat de Llobregat, révélant ainsi la participation des sous-marins italiens à la guerre.
Dans la matinée du 12 août 1937, il lance deux torpilles contre les destroyers espagnols Churruca et Alcalà Galliano, en quittant Carthagène. L'une des torpilles touche le Churruca, causant de graves dégâts et le forçant à revenir remorqué par le Galliano.
Pendant la Seconde Guerre mondiale, il effectue sa première mission dans le canal du Caso, en retournant à la base de Leros le 14 juin 1940.
Il est ensuite employé dans le bassin oriental de la Méditerranée avec diverses missions, mais n'a jamais trouvé d'unités ennemies à attaquer.
En mars 1941, il est affecté à l'École de sous-marins de Pula, pour laquelle il accomplit plusieurs missions d'entraînement. Il est également employé dans les patrouilles anti-sous-marines dans le nord de l'Adriatique, notamment après le tragique naufrage de son jumeau (sister ship) Medusa par le sous-marin britannique HMS Thorn (N11),.
En août 1943, il est déployé à Tarente, reprenant l'activité de guerre.
Le 7 septembre 1943, dans le cadre du "Plan Zeta" pour contrer le débarquement anglo-américain prévu à Salerne, il est envoyé en embuscade dans la mer Ionienne.
Après l'annonce de l'armistice du 8 septembre 1943 (Armistice de Cassibile), il retourne à Tarente. De là, il quitte le matin du 12 septembre (avec les sous-marins Atropo et Fratelli Bandiera et le destroyer Riboty) pour se rendre aux Alliés à Malte, où il arrive l'après-midi suivant. Il quitte l'île un mois plus tard avec 14 autres sous-marins, pour retourner en Italie, à Augusta.
Après avoir subi des travaux d'entretien à Tarente, il s'installe en juin 1944 à Gibraltar et de là, successivement à Alger, en mer Rouge et de nouveau à Gibraltar, en participant aux exercices anti-sous-marins alliés.
Seule unité de sa classe à avoir survécu au conflit, il est déclassé le 1er février 1948 et envoyé à la casse.